# Impacto ambiental

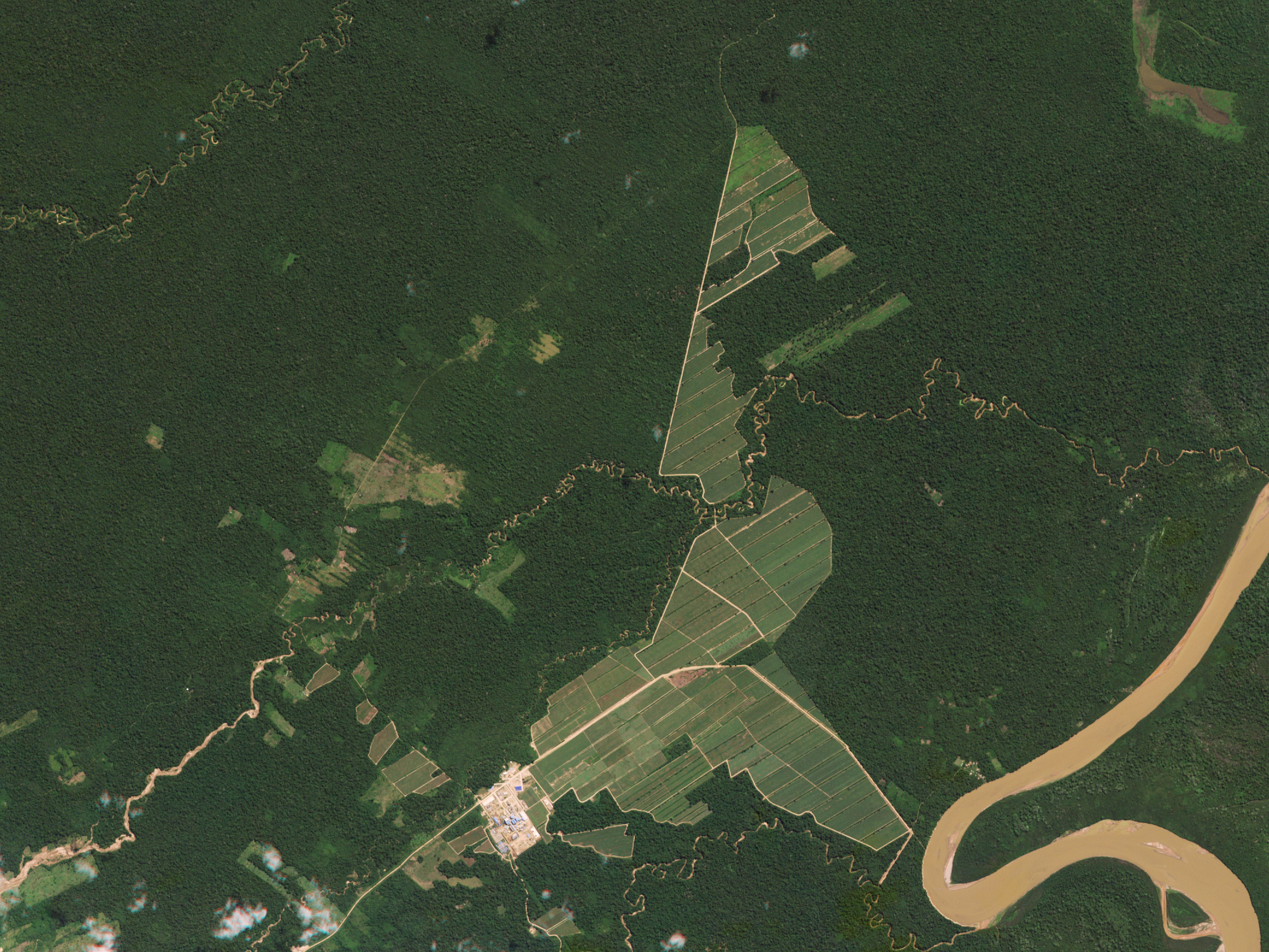
Ejemplo de impacto ambiental: deforestación en Bolivia, 2016

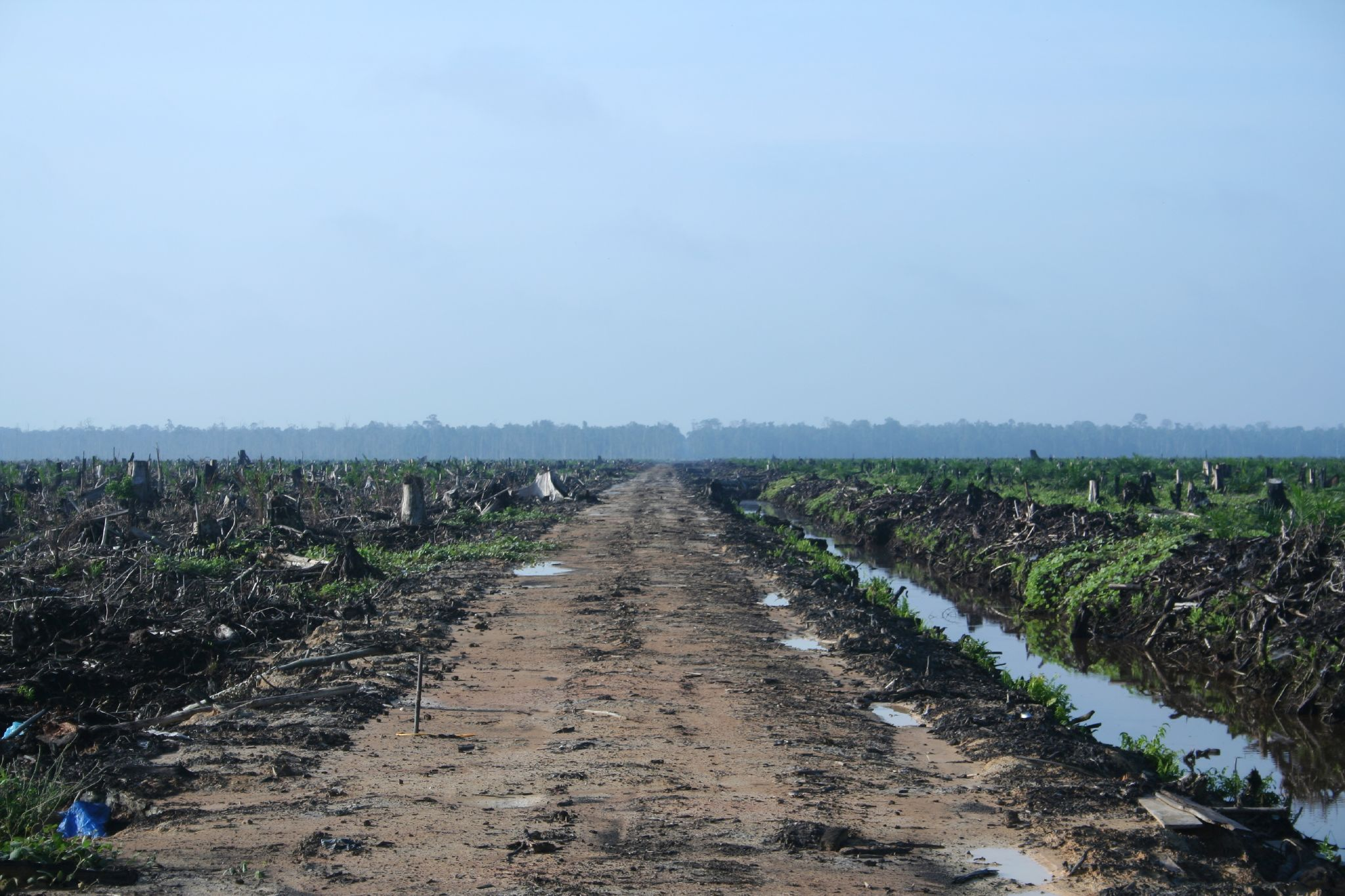
Ejemplo de impacto ambiental: deforestación en Indonesia, 2007

El impacto ambiental, también conocido como impacto antrópico o impacto antropogénico, es la alteración o modificación que causa una acción humana sobre el medio ambiente. Debido a que todas las acciones del ser humano repercuten de alguna manera sobre el medio ambiente, un impacto ambiental se diferencia de un simple efecto en el medio ambiente mediante una valoración que permita determinar si la acción efectuada (por ejemplo un proyecto) es capaz de cambiar la calidad ambiental y así justificar la denominación de impacto ambiental.

## Definiciones

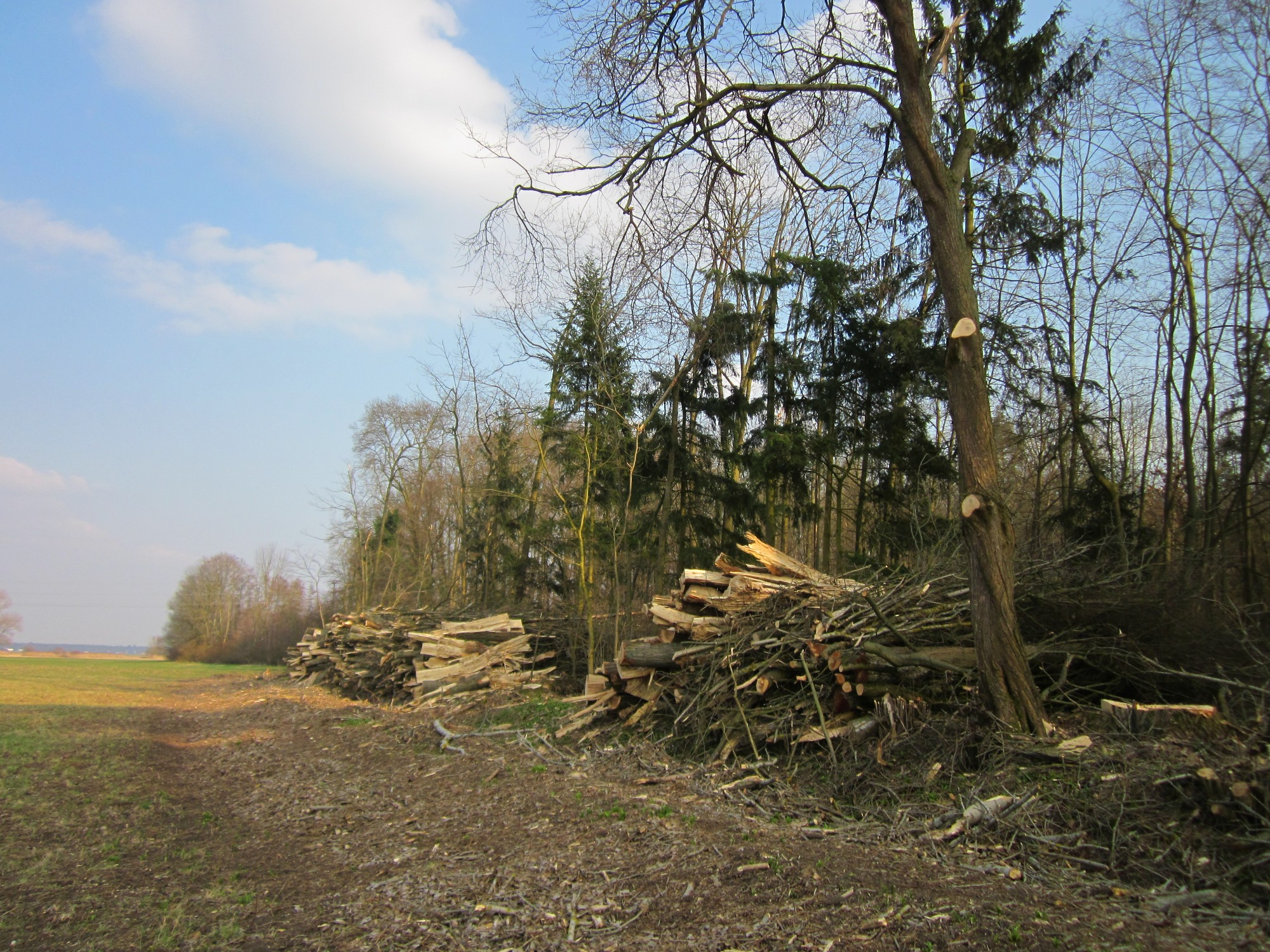
Ejemplo de impacto ambiental: deforestación en Alemania, 2013

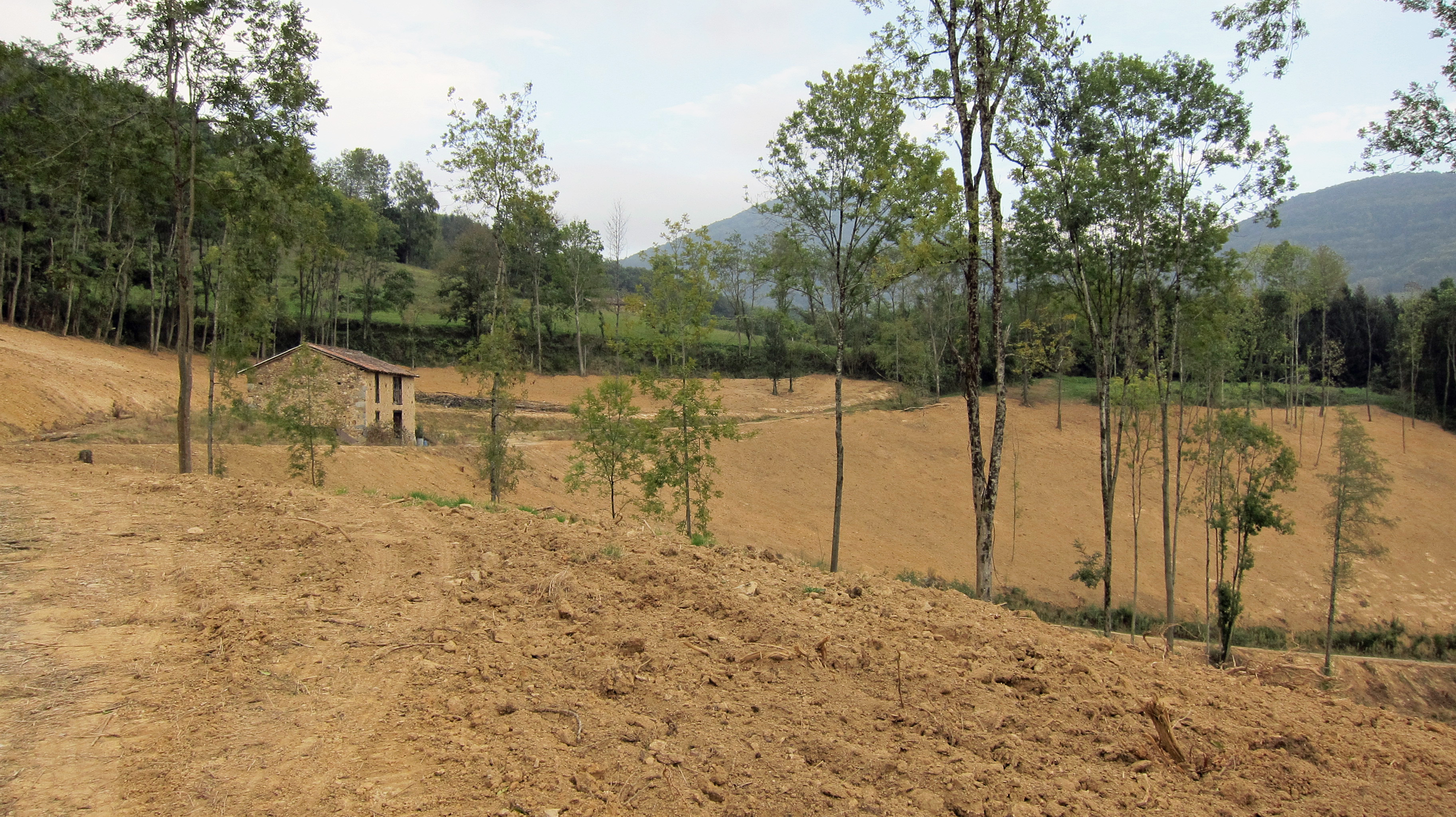
Ejemplo de impacto ambiental: deforestación en Francia, 2011

Para entender mejor la diferencia que existe en catalogar la repercusión de una acción humana, de efecto o impacto ambiental, es preciso tener un poco más claro los términos medio ambiente y ambiente.
Por lo general se utilizan indistintamente medio, ambiente y medio ambiente como sinónimos, pero pueden distinguirse diferentes significados: medio es el elemento en el que vive una persona, animal o cosa; el ambiente por su parte puede definirse como el conjunto de factores bióticos y abióticos sobre los organismos y comunidades ecológicas, determinando su forma y desarrollo; y medio ambiente puede decirse que es el conjunto de condiciones físicas que rodean a los seres vivos. Aunque cada disciplina utiliza su definición y hasta las legislaciones de diferentes países delimitan los términos de formas diferentes. Por ejemplo, en ecología clásica se denomina medio ambiente como: " ...el conjunto de factores físicos y químicos que rodean a los seres vivos. Factores que se denominan como bióticos y abióticos". Mientras que en la rama de la Gestión Ambiental, el medio ambiente tiene una connotación más antropocentrista afirmando que es: el entorno vital en el cual opera un sistema (ya sean sistemas humanos o naturales), y que esta constituido por el conjunto de circunstancias físicas, químicas, biológicas, económicas, socioculturales y estéticas, determinando las características en la forma de vida de individuos y poblaciones, mediante la continua interacción de sus partes.
Está última definición es la que se utiliza desde las ciencias ambientales para justificar el término de impacto ambiental. Debido a que el medio ambiente es un sistema dinámico de constante interacción, las variables ambientales en un determinado territorio cambian constantemente a través del tiempo de forma natural, lo que dificulta determinar si una acción humana ha producido un verdadero impacto ambiental. Se debe considerar el origen del cambio ambiental y realizar un análisis a los efectos producidos en la calidad ambiental para poder diferenciar de un efecto a un impacto ambiental.
En este punto se puede mal interpretar la valorización de los efectos ambientales antes de considerarlos impactos ambientales, ya que es común asumir que cualquier efecto en el medio ambiente es un impacto ambiental, concluyendo que la valorización es un proceso innecesario. Por el contrario, si aceptamos que todas las variaciones medibles en el ambiente son impactos ambientales, corremos el riesgo de convertir el término en un sinónimo semántico de cambio o efecto y quitarle importancia al término en la Evaluación del Impacto Ambiental
En la actualidad el haber del ser humano es tan decisivo, que se ha propuesto el término "Antropoceno" para denominar al periodo geológico actual, caracterizado por tal efecto.
A pesar de que el concepto se puede extender a los efectos de un fenómeno natural catastrófico, un impacto ambiental se caracteriza por ser el efecto de una actividad humana como se explica en el primer párrafo. Técnicamente, es la alteración en la línea de base ambiental.
La evaluación de impacto ambiental (EIA) es un procedimiento por el que se identifican y evalúan los efectos de ciertos proyectos sobre el medio físico y social. La Declaración de Impacto Ambiental (DIA) es el documento oficial que emite el órgano ambiental al final del procedimiento de EIA, que resume los principales puntos del mismo y concede o deniega la aprobación del proyecto desde el punto de vista ambiental. La identificación, prevención y mitigación de impactos ambientales es el principal objetivo del procedimiento de Evaluación de Impacto Ambiental. La aplicación de acciones de mitigación, siguiendo la denominada "jerarquía de mitigación", pretende contrarrestar los efectos negativos de los proyectos sobre el medio ambiente.
Si tenemos en cuenta que el medio ambiente es todo aquello que rodea a los seres vivos, puede incluirse también dentro de los impactos ambientales en el momento de la evaluación el daño al patrimonio cultural y la cultura.

## Tipos de impacto ambientales

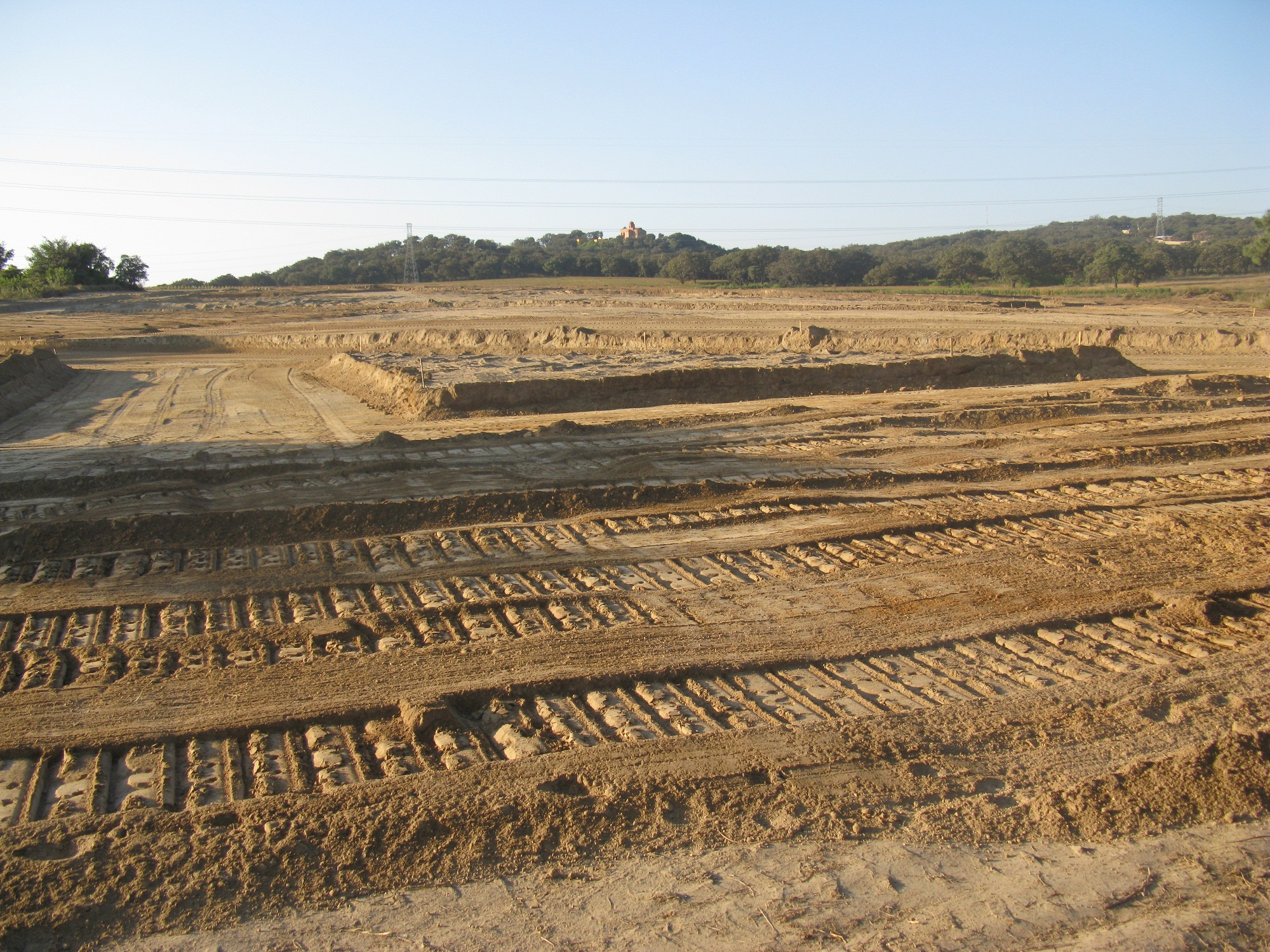
Ejemplo de impacto ambiental

Actualmente el término de impacto ambiental se emplea mucho debido a la preocupación por el medio ambiente. A pesar de esto, su uso es muchas veces de forma indiscriminada y coloquial, cambiando su significado según el contexto y el enfoque supuesto por el emisor para describir una gran variedad de conceptos que pueden ser a primera vista iguales pero que en realidad guardan una significativa distancia conceptual. El término de impacto ambiental se encuentra conceptualizado y fundamentado teóricamente desde las ciencias ambientales, y específicamente desde los sistemas de evaluación de impacto ambiental. No obstante, es importante entender que la definición a ser desarrollada a continuación se lleva a cabo desde la visión de las ciencias ambientales.
Se puede entender como impacto ambiental, a la alteración (positiva o negativa) en la calidad del medio ambiente como consecuencia de la ejecución de un proyecto, obra o cualquier otra actividad antropogénica. Entiéndase que un impacto ambiental no es la simple relación de causa (producida por el hombre) y efecto (en el medio ambiente). Por ejemplo, es muy común considerar la descarga de efluentes industriales no tratados en un río como un impacto ambiental, sin lugar a dudas es una mala práctica empresarial y tiene el potencial de dañar el medio ambiente, pero por sí mismo, no puede ser considerado un impacto ambiental. Inclusive si se afirma que: debido a la descarga de efluentes existe un incremento en la concentración de DBO río abajo, todavía no se define como impacto ambiental.
Para que el efecto de una actividad o acción humana se considere un impacto ambiental esta tiene que: 1) ser producida directamente o indirectamente por una actividad humana, 2) valorar y catalogar el cambio como positivo o negativo respecto a la calidad ambiental original (es decir sin el desarrollo de la actividad humana). Esto quiere decir que: para valorar el efecto en el medio ambiente necesitamos conocer la magnitud del cambio producido y evualarlo de forma completa e integral. Si esta modificación en la calidad ambiental es significativa en comparación con el estado del medio ambiente original, se puede catalogar de impacto ambiental. Para esto se debe determinar la escala (espacial y temporal) a la cual se estudian los cambios provocados.
Los requerimientos para concluir si un efecto en el medio es o no un impacto pueden sonar mucho más complicados de lo que realmente son. Primero hay que considerar que las directrices para la valoración y categorización de impactos normalmente se encuentra en las leyes ambientales de cada país o en los procedimientos que rigen la evaluación de impacto ambiental. Esto facilita la valoración de un efecto, pero el análisis de impactos indirectos pueden llegar a ser más complejos que impactos directos.
Siguiendo con el ejemplo de descargas de efluentes industriales no tratadas en el cauce de un río, debemos saber si el efecto de esta acción puede catalogarse como positivo o negativo en el medio ambiente. Si el río es capaz de absorber las descargas sin afectar la calidad ambiental de sus factores entonces no puede ser considerado un impacto negativo por lo que no pasaría de ser un efecto ambiental. Por el contrario, si las descargas son altamente contaminantes y la calidad del río sufre significativamente una reducción de oxígeno disuelto, entonces podríamos justificar el uso de impacto ambiental a los efectos provocados por las descargas en el medio acuático.
Como se ha explicado anteriormente, es importante determinar la escala temporal y espacial del estudio, si estudiamos los efectos de las descargas a corto plazo y solo en el área local, por ejemplo, podríamos afirmar que el río es capaz de absorber la carga contaminante y que en el área local no existirían efectos adversos porque el río al seguir su cauce no permite que la contaminación se concentre en el área. Sin embargo, esta sería una conclusión sesgada, ya que si analizamos el mismo escenario en un mediano/largo plazo a una escala regional, podríamos concluir que el río corre hasta un lago y que ha mediano plazo, este lago no tendría la capacidad de sobreponer el aumento en la concentración de DBO por las descargas industriales. Esto a su vez ocasionaría la eutrofización del lago, la pérdida de poblaciones de peces y además un daño económico y social de los habitantes que dependían de la pesca en ese lago. El valorar cuidadosamente los efectos de acciones humanas en el medio ambiente de manera integral permite justificar el llamarlos impactos ambientales.
Es importante recordar que el impacto ambiental es la alteración o modificación de la calidad en el medio ambiente y no la acción que ha llevado a este cambio. Extrapolando el concepto al ejemplo del río con descargas, los impactos ambientales no son la descarga de efluentes industriales ni el aumento en las concentraciones de materia orgánica; en cambio la reducción en la calidad del agua, la eutrofización del lago, la pérdida de especies ictiológicas, y la reducción ingresos a la población pesquera pueden justificarse como impactos ambientales negativos. Siendo los dos primeros impactos directos y los dos restante impactos indirectos.

### Impacto global
La mayor parte de la energía utilizada en los diferentes países proviene del petróleo y del gas natural. La contaminación de los mares con petróleo es un problema que preocupa desde hace muchos años en especial a los países marítimos, sean o no productores de petróleo, así como a las empresas industriales vinculadas a la explotación y comercio de este producto. Desde entonces, se han tomado previsiones técnicas y legales a nivel internacional para evitar o disminuir la ocurrencia de estos problemas.
Los derrames de petróleo en los mares, ríos y lagos producen contaminación ambiental, la que se refleja en daños a la fauna marina, aves, vegetación y aguas. Además, perjudican la pesca y las actividades recreativas de las playas. Se ha descubierto que pese a la volatilidad de los hidrocarburos, sus características de persistencia y toxicidad continúan teniendo efectos fatales debajo del agua. Pero, los derrames por accidentes de tanqueros o barcos que transportan el petróleo, en alta mar o cercanía de las costas, no son los únicos causantes de la contaminación oceánica con hidrocarburos. La mayor proporción de la contaminación proviene del petróleo industrial y motriz, el aceite quemado que llega hasta los océanos a través de los ríos y drenajes urbanos. Se estima que en escala mundial 3500 millones de litros de petróleo usado entran en ríos y océanos, y 5000 millones de litros de petróleo crudo o de sus derivados son derramados.
Los productos de desechos gaseosos expulsados agroindustriales, son emisiones gaseosas que van dirigidas a la atmósfera mediante conversiones químicas puede ser de naturaleza muy diversa, entre la que se destaca, por su toxicidad, a los anhídridos sulfurosos y sulfúrico y los óxido de nitrógeno expulsados en las refinerías ocasionan la alteración, no solo de la atmósfera, sino también de las aguas, tierra, vegetación, aves y otros animales. Uno de los contaminantes gaseosos más nocivo es el dióxido de azufre, daña los pulmones y otras partes del sistema respiratorio. Es un irritante de los ojos y de la piel, e incluso llega a destruir el esmalte de los dientes.
Otra de las fuentes alternativas de energía desarrollada es la radioactiva, que genera muchos desechos o contaminantes radioactivos provenientes de las reacciones nucleares, de yacimientos de minerales radioactivos, de las plantas donde se refinan o transforman estos minerales y de las generadoras de electricidad que funcionan con materia radiactiva. Todavía no se conoce un método para eliminar estos desechos sin riesgo para el hombre.
Otro de los impactos que genera la explotación de los recursos energéticos es la contaminación acústica. El ruido producido por la industria disminuye la capacidad auditiva y puede afectar significativamente a los sistemas nervioso y circulatorio.
La minería y el procesamiento de minerales a menudo producen impactos ambientales negativos sobre el aire, suelos, aguas, cultivos, flora, fauna y salud humana. Además pueden impactar, tanto positiva como negativamente, en varios aspectos de la economía local, tales como el turismo, la radicación de nuevas poblaciones, la inflación, etc. En el pasado, las empresas no siempre fueron obligadas a remediar los impactos de estos recursos. Como resultado, mucho de los costos de limpieza han debido ser subsidiados por los contribuyentes y los ciudadanos locales. Este papel presenta los costos representativos de numerosas actividades de remediación. Con frecuencia, el ítem más costoso a largo plazo es el tratamiento del agua. El uso de garantías financieras o seguros ambientales puede asegurar que el que contamina, paga por la mayoría de los costos.
Otra cuestión a tener en cuenta con respecto al impacto medioambiental de la obtención y consumo energéticos, es la emisión de gases de efecto invernadero como el CO2, los cuales están provocando el cambio climático. Se trata no solo de las emisiones producidas por la combustión durante el consumo - como por ejemplo al quemar gasolina al utilizar un coche.

### Impacto social
Los impactos sobre el medio social contribuyen a distintas dimensiones de la existencia humana. Se pueden distinguir:
- Efectos económicos. Aunque los efectos económicos suelen ser positivos desde el punto de vista de quienes los promueven, pueden llevar equivalentes consecuencias negativas para otros colectivos, especialmente sobre segmentos de la población desprovistos de influencia.
- Efectos sociales. Alteraciones de los esquemas previos de relaciones sociales y de los valores, que vuelven obsoletas las instituciones previamente existentes. El desarrollo turístico de regiones subdesarrolladas es ejemplar en este sentido. En algunos casos, en países donde las instituciones políticas son débiles o corruptas, el primer paso de los promotores de una iniciativa económica es la destrucción sistemática de las instituciones locales, por la introducción del alcoholismo o la creación artificiosa de la dependencia económica, por ejemplo, distribuyendo alimentos hasta provocar el abandono de los campos.
- Efectos culturales. Suelen ser negativos, por ejemplo, la destrucción de yacimientos arqueológicos por las obras públicas, o la inmersión de monumentos y otros bienes culturales por los embalses. Por el contrario, un efecto positivo sería el hallazgo de restos arqueológicos o paleontológicos durante las excavaciones y los movimientos de tierra que se realizan en determinadas obras. Un claro ejemplo lo constituye el yacimiento de Atapuerca (Burgos, España) que fue descubierto gracias a las trincheras que se excavaban durante las obras del ferrocarril.
- Efectos tecnológicos. Innovaciones económicas pueden forzar cambios técnicos. Así, por ejemplo, uno de los efectos de la expansión de la agricultura industrial es la pérdida de saberes tradicionales, tanto como de estirpes (razas y cultivares), y la dependencia respecto a "inputs" industriales y agentes de comercialización y distribución.
- Efectos sobre la salud. En la Inglaterra de los siglos XVIII y XIX, la migración de la población del campo a las ciudades, activamente promovida por cambios legales, condujo a condiciones de existencia infrahumanas y expectativas de vida muy bajas. El desarrollo de normas de urbanismo y de salud laboral, así como la evolución de las relaciones de poder en un sentido menos desfavorable para los pobres, ha moderado esta situación, pero sin resolver todos los problemas. La contaminación atmosférica, tanto la química como la acústica, siguen siendo una causa mayor de morbilidad. Un ejemplo extremo de las dimensiones que pueden alcanzar los efectos lo proporciona la contaminación del agua subterránea en Bangladés, donde unos cien millones de personas sufren irremediablemente de intoxicación crónica y grave por arsénico, por un efecto no predicho, e impredecible, de la expansión de los regadíos.
- Impacto sobre el medio social local. Por ejemplo, en Sevilla, la autopista SE-35. Los planos del proyecto de construcción de la ronda SE-35, en el tramo aprobado por la Gerencia de Urbanismo en diciembre de 2008 que va de la Autovía A4 hasta la variante de la A-92, partirá en dos partes las 96 hectáreas del recién creado Parque Tamarguillo y a lo largo de 1 kilómetro pasará diagonalmente sobre los cauces fluviales de los arroyos del Tamarguillo y Ranilla. El primero fue regenerado con 6,7 millones de euros de fondos europeos con los que también se ha recuperado la zona verde, un enclave donde en conjunto se han invertido 12 millones de fondos europeos. La asociación Movida Pro Parque denuncia que la SE-35 acabará con algunos miradores, caminos y carriles bici construidos por la Confederación Hidrográfica del Guadalquivir, además de afectar al yacimiento paleontológico (del periodo Jurásico) hallado en el estrechamiento del parque a pocos metros del encauzamiento del arroyo Ranilla. Una de las rotondas de la vía, la más próxima al antiguo Camping Sevilla, también eliminará los 200 nuevos huertos vecinales que se construyeron para cubrir la alta demanda de esta actividad en el barrio. Y la segunda rotonda irá en los terrenos del mercadillo ambulante sobre el encauzamiento del arroyo Ranilla. La construcción de la SE-35 en esta zona verde fue incluida en el Plan General de Sevilla (PGOU) de 2006 por una recalificación de suelo, pese a la oposición frontal de los vecinos de Alcosa y de la asociación Movida Pro Parque Tamarguillo, que reaccionaron con 500 alegaciones en contra y acudiendo al Defensor del Pueblo. Los vecinos querían que el parque conservara la calificación urbanística de "espacio verde para ocio y disfrute ciudadano" que tenía en el PGOU anterior, de 1987.

### Impacto económico
La degradación del medio ambiente incide en la competitividad del sector productivo a través de varias vertientes, entre otras:
- Falta de calidad intrínseca a lo largo de la cadena de producción
- Mayores costos derivados de la necesidad de incurrir en acciones de remediación de ambientes contaminados
- Efectos sobre la productividad laboral derivados de la calidad del medio ambiente

También afectan la competitividad la inestabilidad del marco regulatorio en materia ambiental y la poca fiscalización por parte de las autoridades, lo cual conduce a incertidumbre jurídica y técnica. Esto puede influir en costos adicionales en lo que deben incurrir las empresas para demostrar que los productos o servicios son limpios o generados amigablemente con el medio ambiente.

#### Nueva tecnología, nuevos problemas
Constantemente surgen nuevos dispositivos tecnológicos que facilitan el día a día y ofrecen al usuario un mayor número de servicios, pero seguro que no todos nos detenemos a pensar lo que sucede con los artefactos tecnológicos que ya no usamos, que han quedado en desuso y se han convertido en chatarra. Desde lo más simple, pasando por lo cotidiano, hasta nuestro mundo digital, producen un gran impacto en el medio ambiente.
Móviles, GPS, PDA, ordenadores, portátiles, grabadores, iPod, y así una larga lista, han facilitado nuestras funciones, pero, una vez que los dejamos de utilizar, se vuelven parte de la contaminación tecnológica. Cada uno de estos accesorios ha sido construido con plaquetas que contienen pequeñas cantidades de plomo que, arrojadas al suelo y no dándoles un tratamiento adecuado, pueden llegar a causar contaminación con grandes consecuencias ecológicas. La solución a este problema no es muy lejana, pues no es demasiado complicada la separación adecuada de desechos. Utilizando los come-baterías para arrojar viejas baterías, que son enormemente contaminantes, y separando todos los artefactos tecnológicos para luego llevarlos a un centro de reciclado especializado, o incluso fábricas donde se pueden volver a utilizar, se puede evitar que esas placas terminen en un basurero a cielo abierto, siendo incinerados y dañando enormemente nuestra capa de ozono.
Para poder entender la contaminación que la tecnología aporta, un artículo de Jaime Escobar Aguirre, experto en informática, apoyado en estudios de la consultora Gartner, concluyó que "la industria de la información y las comunicaciones contaminaban igual que la aviación comercial. Los niveles emitidos de dióxido de carbono son iguales entre ambas industrias, de lo que se deduce que la industria de la información es responsable del 2 % del dióxido de carbono emitido por todo el planeta".
Al igual, empresas como The Synergy Group desarrollan tecnologías, en su caso para reducir la contaminación por olores que afecten a la población. Mediante el análisis de la situación se ha desarrollado tecnología para reducir cada vez más la contaminación.
Si no se da un remedio a esto, las consecuencias pueden ser irreversibles. Si hoy día sufrimos las sofocantes subidas de temperaturas por el cambio climático, es imposible imaginar lo que sucederá cuando las aguas estén contaminadas, el cielo desprotegido y los rayos ultravioleta caigan directamente sobre nosotros.
Sin embargo, se han ido tomando más medidas ante estas atrocidades. Existen métodos como en el artículo de Pablo Branchi y Carlos Fernández (2015) de la Universidad Pública de Navarra, el cual propone una metodología para evaluar el impacto de la incorporación de nuevas tecnologías en las ciudades, en función a su utilidad y consecuencias, contemplando la frecuencia de uso. Al igual que Hilda Zornoza (2009), de la Universidad Externado de Colombia, plantea una prima de riesgo en la introducción de tecnología en la sociedad, tomando en cuenta factores ambientales y ecológicos, interpretandolos de forma estadística para evaluar estos. Así que podemos notar que al irse implementando más tecnologías se han generado diversos retos en el medio ambiente. Sin embargo también se han implementado métodos para reducir el impacto de estos, además de tecnologías.

#### Riesgos derivados de la contaminación tecnológica
Los productos químicos utilizados en la industria tecnológica, como por ejemplo la electrónica, afectan la salud de los trabajadores expuestos a ellos en el proceso de fabricación y manipulación, causando problemas respiratorios y afectando algunos órganos del cuerpo. Su uso provoca la contaminación del entorno en el que interactúa la industria. Quizás algunos de los componentes más contaminantes en el mundo tecnológico actual sean las pilas y baterías, utilizadas en todos los aparatos electrónicos de consumo masivo. La diversidad y tecnología de las baterías han sido de tal magnitud que se han convertido en el componente más conocido y utilizado en cualquier aparato de consumo. Algunos retardantes de fuego bromados son usados en tarjetas de circuito impreso y cubiertas de plástico, las cuales no se desintegran fácilmente y se acumulan en el ambiente. La exposición a largo plazo a estos compuestos puede afectar e interferir con algunas funciones hormonales del cuerpo.
El mercurio que se utiliza en los monitores de pantalla plana como dispositivo de iluminación puede dañar funciones cerebrales sobre todo el desarrollo temprano (véase envenenamiento por mercurio).
Se utilizan compuestos de cromo hexavalente en la producción de cubiertas de metal para los aparatos electrónicos, y estos compuestos son altamente tóxicos y cancerígenos para los humanos.
El PVC es un plástico que contiene cloro, y se utiliza en algunos productos electrónicos para aislar cables y alambres. Estos químicos son altamente persistentes en el ambiente y son muy tóxicos incluso en muy bajas concentraciones.
Otro riesgo preocupante, que más que riesgo ya se ha convertido en realidad, es el cambio climático. Con respecto a este problema, grandes personalidades mundiales han tomado partido en el asunto. Una de esas figuras ha sido el exvicepresidente estadounidense Al Gore, que se basa en que el cambio climático es consecuencia de la actividad industrial que produce emisión de CO₂ a la atmósfera. Con esto, su letanía actual es del tipo: "No hay algo más urgente en la actualidad que controlar las emisiones de CO₂ a la atmósfera", afirma en su documental Una verdad incómoda, que presentó en sociedad en el año 2006 y que hoy circula por toda la red.

## Aspectos técnicos y legales
El término impacto ambiental se utiliza en dos campos diferenciados, aunque relacionados entre sí: el ámbito científico-técnico y el jurídico-administrativo. El primero ha dado lugar al desarrollo de metodologías para la identificación y la valoración de los impactos ambientales, incluidas en el proceso que se conoce como Evaluación de Impacto Ambiental (EIA); el segundo ha producido una serie de normas y leyes que obligan a la declaración del impacto ambiental y ofrecen la oportunidad, no siempre aprovechada, de que un determinado proyecto pueda ser modificado o rechazado debido a sus consecuencias ambientales. Este rechazo o modificación se produce a lo largo del procedimiento administrativo de la evaluación de impacto. Gracias a las evaluaciones de impacto, se estudian y predicen algunas de las consecuencias ambientales, los impactos que ocasiona una determinada acción, permitiendo evitarlas, atenuarlas o compensarlas.

## Clasificación de los impactos
Tras ser identificados, los impactos ambientales han de ser evaluados para estimar su importancia o significatividad. Esto se hace atendiendo a distintos aspectos o características de los mismos, entre los que destacan:
- Naturaleza: se distinguen impactos positivos (si producen efectos beneficiosos sobre el medio) y negativos (si producen efectos perjudiciales sobre el medio).
- Tipo de impacto: en general, los impactos causados por un proyecto pueden ser directos (si están ocasionados directamente por la ejecución del proyecto), indirectos (si están causados por el proyecto pero ocurren muy distanciados de este en el tiempo o en el espacio) o acumulativos (si resultan de la suma de efectos ocasionados por otros proyectos o actividades pasados, presentes o previstos). Cuando los impactos acumulativos acaban provocando efectos mayores que la simple suma de sus partes (por ejemplo, pérdidas de hábitat que acaban causando la desaparición de una comunidad silvestre) se habla de impactos sinérgicos.
- Magnitud: hace referencia al tamaño o la cantidad de elementos afectados por el impacto. Por ejemplo, el aumento en el número de atropellos de animales al construir una nueva carretera.
- Extensión: es la superficie de terreno afectada por un impacto. A veces es sinónimo de magnitud, cuando el elemento afectado es un territorio (por ejemplo, superficie de hábitat transformado en área industrial).
- Intensidad: puede definirse como la fuerza o la profundidad del daño causado sobre un elemento. Por ejemplo, el impacto negativo sobre el suelo será más intenso en el caso de una excavación que en el de un desbroce de la vegetación.
- Duración: en general, se distingue entre impactos temporales (aquellos que tras un período determinado desaparecen, permitiendo la vuelta del entorno a su estado original, como por ejemplo el ruido causado por la perforación de un túnel) y permanentes (aquellos que no desaparecen del medio, como por ejemplo la inundación de terrenos tras la construcción de una presa). Además, un impacto temporal puede ser de distinta duración; habitualmente se considera de corta duración si desaparece en los 9 primeros años tras la finalización del proyecto que lo ocasionó, de duración media si tarda entre 10 y 19, y de larga duración si desaparece más de 20 años después de que el proyecto haya sido concluido. La duración de los impactos no siempre es la misma que la del proyecto que los origina.
- Frecuencia: hace referencia a la asiduidad con la que aparece un determinado impacto. Así, un impacto puede ser puntual (si aparece una única vez) o periódico (si se repite varias veces en el tiempo).
- Reversibilidad: se distinguen impactos reversibles (si las condiciones originales del medio afectado pueden recuperarse, ya sea de forma natural o a través de la acción humana) e irreversibles (si no es posible recuperar la línea de base, ni siquiera a través de acciones de restauración ambiental).
- Certeza de la predicción: hace referencia a la probabilidad de que realmente ocurran los impactos que se predicen.

## Impacto ambiental por área e industria

### Infraestructura

#### Transporte
El impacto ambiental del transporte es uno de los más importantes en cuanto a emisiones de CO2 en todo el mundo.
Por subsectores, el transporte en carretera es el mayor contribuidor para el calentamiento global. Un automóvil europeo emite en promedio 70 g de carbono por pasajero y kilómetro, y un tren unos 10 g.
Se considera que 135 aviones supersónicos se encuentran permanentemente en vuelo a una velocidad inferior a Mach 1,1, y que cada uno emite 20 kg de carbono por kilómetro; y en vuelos civiles, promedio por cada kilómetro recorrido y cada pasajero transportado, un avión emite más de 100 g de carbono en vuelos cortos y de 30 a 50 g en vuelos largos. En los efectos producidos por la aviación militar hay que añadir los simulacros de explosiones militares, y tanto en la civil como en la militar la formación de óxidos de nitrógeno (NOx) y el vapor de agua. Los óxidos de nitrógeno dan lugar a la formación de radicales libres, que, combinados con oxígeno y con ayuda de la luz solar, producen ozono. En la troposfera, este proceso origina la formación del "smog" fotoquímico, una neblina contaminante que padecemos todos los habitantes de las grandes y medianas ciudades. El ozono es, además de contaminante, un débil gas de invernadero. En la actualidad, la aviación emite cada año unas 400 000 toneladas de NOx. El efecto del vapor de agua forma nubes del tipo cirros en la alta troposfera. Aunque es difícil de cuantificar, podría tener un impacto sobre el clima aun mayor que el CO2 emitido, ya que las nubes reflejan tanto la luz solar que llega a la Tierra como la radiación infrarroja que sale al espacio, y las nubes altas son excepcionalmente muy eficaces atrapando el calor que emite la Tierra.

#### Extracción de gas natural
El CO2 emitido a la atmósfera tras la combustión del gas natural es un gas de efecto invernadero que contribuye al calentamiento global de la Tierra. Esto se debe a que es transparente a la luz visible y ultravioleta, pero absorbe la radiación infrarroja que emite la superficie de la Tierra al espacio exterior, ralentizando el enfriamiento nocturno de esta.
La combustión del gas natural produce menos gases de efecto invernadero que otros combustibles fósiles como los derivados petrolíferos (fuelóleo, gasóleo y gasolina) y especialmente que el carbón. Además es un combustible que se quema de forma más limpia, eficiente y segura y no produce dióxido de azufre (causante de la lluvia ácida) ni partículas sólidas.
La razón por la cual produce poco CO2 es que la molécula de su principal componente, el metano, contiene cuatro átomos de hidrógeno por cada uno de carbono. Así, se producen dos moléculas de agua por cada una de CO2, mientras que los hidrocarburos de cadena larga (p. ej. los contenidos en el gasóleo) producen prácticamente solo una molécula de agua por cada una de CO2 (además, la entalpía estándar de formación del agua es muy elevada).
En el gas natural renovable, la molécula de CO2, liberada a la atmósfera en su combustión es igual a la molécula tomada de la atmósfera por las bacterias para crear el metano en el proceso de putrefacción.   

#### Transmisión de energía eléctrica
El impacto ambiental potencial de líneas de transmisión de energía eléctrica incluyen la red de transporte de energía eléctrica, el derecho de vía, las playas de distribución, las subestaciones y los caminos de acceso o mantenimiento. Las estructuras principales de la línea de transmisión son la línea misma, los conductores, las torres y los soportes.
Las líneas de transmisión pueden tener pocos, o cientos de kilómetros de longitud. El derecho de vía donde se construye la línea de transmisión puede variar de 20 a 500 metros de ancho, o más, dependiendo del tamaño de la línea, y el número de líneas de transmisión. Las líneas de transmisión son, principalmente, sistemas terrestres y pueden pasar sobre los humedales, arroyos, ríos y cerca de las orillas de los lagos, bahías, etc. Son técnicamente factibles, pero muy costosas, las líneas de transmisión subterráneas.
Las líneas de transmisión eléctrica son instalaciones lineales que afectan los recursos naturales y socioculturales. Los efectos de las líneas cortas son locales; sin embargo, las más largas pueden tener efectos regionales. En general, mientras más larga sea la línea, mayores serán los impactos ambientales sobre los recursos naturales, sociales y culturales. Como se tratan de instalaciones lineales, los impactos de las líneas de transmisión ocurren, principalmente, dentro o cerca del derecho de vía. Cuando es mayor el voltaje de la línea, se aumenta la magnitud e importancia de los impactos, y se necesitan estructuras de soporte y derechos de vía cada vez más grandes. Se aumentan también los impactos operacionales. Por ejemplo, los efectos del campo electromagnético (EMF) son mucho mayores para las líneas de 1.000 kV, que para las de 69 kV.
Los impactos ambientales negativos de las líneas de transmisión son causados por la construcción, operación y mantenimiento de las mismas. Las causas principales de los impactos que se relacionan con la construcción del sistema incluyen las siguientes:
- El desbroce de la vegetación de los sitios y los derechos de vía; y,
- La construcción de los caminos de acceso, los cimientos de las torres y las subestaciones.

La operación y mantenimiento de la línea de transmisión incluye el control químico o mecánico de la vegetación dentro del derecho de vía y, de vez en cuando, la reparación y mantenimiento de la línea. Estas actividades, más la presencia física de la línea misma, pueden causar impactos ambientales.

#### Embalses
Los proyectos de las represas grandes causan impactos ambientales irreversibles en una área geográfica grande, y, por lo tanto, tienen el potencial para causar daños importantes. Ha aumentado la crítica a estos proyectos durante la última década. Los críticos más severos reclaman que, como los beneficios valen menos que los costos sociales, ambientales y económicos, es injustificable construir represas grandes. Otros sostienen que se puede, en algunos casos, evitar o reducir los costos ambientales y sociales a un nivel aceptable, al evaluar cuidadosamente los problemas potenciales y la implementación de las medidas correctivas.
El área de influencia de una represa se extiende desde los límites superiores de captación del reservorio hasta el estero, la costa y el mar. Incluye la cuenca hidrográfica y el valle del río aguas abajo de la represa.
Si bien existen efectos ambientales directos de la construcción de una represa (por ejemplo, problemas con el polvo, la erosión, el movimiento de tierras), los impactos mayores provienen del envase del agua, la inundación de la tierra para formar el reservorio y la alteración del caudal del agua, más abajo. Estos efectos tienen impactos directos para los suelos, la vegetación, la fauna y las tierras silvestres, la pesca, el clima, y, especialmente, para las poblaciones humanas del área.
Los efectos indirectos de la represa a veces pueden ser peores que los directos y se relacionan con la construcción, mantenimiento y funcionamiento de la misma (por ejemplo, los caminos de acceso, campamentos de construcción, líneas de transmisión de la electricidad) y el desarrollo de las actividades agrícolas, industriales o municipales, fomentadas por la represa.
Además de los efectos ambientales directos e indirectos de la construcción de la represa, deberán ser considerados los efectos que el medio ambiente produce en la represa. Los principales factores ambientales que afectan el funcionamiento y la vida de la represa son causados por el uso de la tierra, el agua y los otros recursos del área de captación encima del reservorio (por ejemplo la agricultura, la colonización, el desbroce del bosque) y este puede causar mayor acumulación de limos y cambios en la calidad del agua del reservorio y del río, aguas abajo.
Los beneficios de la represa son: se controlan las inundaciones y se provee un afluente de agua más confiable y de más alta calidad para el riego agrícola, y el uso domésticos e industrial. Además, las represas pueden crear actividades alternativas como energía eléctrica, turismo, pesca, piscicultura y navegación. La energía hidroeléctrica, por ejemplo, es una alternativa para la energía termoeléctrica a base del carbón, o la energía nuclear. La intensificación de la agricultura, localmente, a través del riego, puede reducir la presión sobre los bosques, los hábitats intactos de la fauna, y las otras áreas que no sean idóneas para la agricultura. Asimismo, las represas pueden crear una industria de pesca, y facilitar la producción agrícola en el área, aguas abajo del reservorio, que, en algunos casos, puede más que compensar las pérdidas sufridas en estos sectores, como resultado de su construcción.

#### Defensas ribereñas
Los potenciales impactos ambientales más importantes de las medidas estructurales para controlar las inundaciones, se basan en la eliminación del modelo natural de inundación y los beneficios que ésta trae. Los terrenos aluviales son productivos porque la inundación los hace así; ésta remueva la humedad del suelo, y deposita limos en las tierras aluviales fértiles. En las áreas áridas, posiblemente sea la única fuente de riego natural, o de enriquecimiento del suelo. Al reducir o eliminar las inundaciones, existe el potencial de empobrecer la agricultura de los terrenos aluviales (recesión), su vegetación natural, las poblaciones de fauna y ganado y, la pesca del río y de la zona aluvial, que se han adaptado a los ciclos naturales de inundación.
Con la excepción de los casos de inundación severa, los ecosistemas y las comunidades humanas de muchas áreas se han adaptado, y dependen de la inundación periódica de la tierra. Ordinariamente, la inundación llega a ser un problema solo si los eventos naturales o las actividades humanas aumentan su intensidad o frecuencia, o si el hombre invade las áreas anegadas colocando estructuras y realizando actividades que invaden u obstaculizan parte del cauce por lo que pueden requerir obras de protección.

#### Centrales hidroeléctricas
Los potenciales impactos ambientales de los proyectos hidroeléctricos son siempre significativos. Sin embargo, existen muchos factores que influyen en la necesidad de aplicar medidas de prevención en todo. Las represas y reservorios pueden ser multipropósito: si las características de lluvia en la cuenca hidrográfica y el caudal del río, y los modelos de uso del agua y la energía lo permiten, los reservorios hidroeléctricos pueden proporcionar uno o más de los siguientes servicios: riego, control de inundaciones, fuente de agua, recreación, pesca, navegación, control de sedimento, control de los atascamientos de hielo y control de las roturas de los lagos glaciales. Cada uno de estos componentes por sí mismos tienen impactos ambientales, positivos y negativos que deben ser analizados y evaluados para proponer medidas de mitigación, si fuera el caso.
La construcción y operación de la represa y el embalse constituyen la fuente principal de impactos del proyecto hidroeléctrico. Los proyectos de las represas de gran alcance pueden causar cambios ambientales irreversibles en una área geográfica muy extensa. Durante la última década han aumentado las críticas a estos proyectos. Los críticos más severos sostienen que los costos sociales, ambientales y económicos de estas represas pesan más que sus beneficios y que, por lo tanto, no se justifica la construcción de las represas grandes. Otros mencionan que, en algunos casos, los costos ambientales y sociales puede ser evitados o reducidos a un nivel aceptable si se evalúan cuidadosamente los problemas potenciales y se implantan medidas correctivas, que son costosas.
Algunas presas presentan fallos o errores de construcción como es el caso de la presa de Sabaneta, ubicada en la provincia de San Juan, República Dominicana. Esta presa ha presentado grandes inconvenientes en las temporadas de huracanes pasadas, producto de su poca capacidad de desagüe y también a que su dos vertederos comienzan a operar después que el embalse está lleno.
El área de influencia de una represa se extiende desde los límites superiores del embalse hasta los estuarios, las zonas costeras y costa afuera, e incluyen el embalse, la represa y la cuenca del río aguas abajo. Hay impactos ambientales directos asociados con la construcción de la represa (por ejemplo, el polvo, la erosión, problemas con el material de  préstamo y con los desechos), pero los impactos más importantes son la inundación de la cuenca para formar el embalse, y la alteración del caudal de agua aguas abajo. Estos efectos ejercen impactos directos en los suelos, la vegetación, la fauna, la pesca, el clima y la población humana del área.
Los efectos indirectos de la represa incluyen los que se asocian con la construcción, el mantenimiento y el funcionamiento de la represa (por ejemplo, los caminos de acceso, los campamentos de construcción o las líneas de transmisión de energía) y el desarrollo de las actividades agrícolas, industriales o municipales que posibilita la represa.
Además de los efectos directos e indirectos de la construcción de la represa sobre el medio ambiente, se deberán considerar los efectos del medio ambiente sobre la represa. Los principales factores ambientales que afectan el funcionamiento y la vida de la represa son aquellos que se relacionan con el uso de la tierra, el agua y los otros recursos en las áreas de captación aguas arriba del reservorio (por ejemplo, la agricultura, la colonización o la deforestación) que pueden causar una mayor acumulación de limos, y cambios en la cantidad y calidad del agua del reservorio y del río.
La producción de energía eléctrica mediante hidroeléctricas se ha denominado como energía limpia y renovable. No obstante, los impactos sociales y ambientales de la construcción de presas, así como los efectos en la salud de la población han sido reconocidos desde hace mucho tiempo.
La retención de agua debido a la formación de los embalses trae consigo impactos ambientales, sociales y económicos. Estos impactos se manifiestan antes, durante y después de la construcción de una represa:
- Planeación: Durante la preparación de una mega construcción, los encargados del proyecto avisan al público sobre lo que se establecerá sobre el cuerpo del agua donde se llevara a cabo, es aquí donde se abordan los temas políticos, sociales, ambientales y económico.

- Construcción: Una vez aprobado el proyecto, la utilización de maquinaria sobre el paisaje es lo primero. La modificación y compactación del suelo es uno de los grandes impactos ambientales, ya que no solo cambia la estructura geológica de la corteza terrestre, sino que trae consigo, fragmentación de los ecosistemas y deforestación.

- Operación: Una vez en funcionamiento, La retención de agua en los reservorios modifica el régimen hidrológico e hidráulico de las corrientes de agua, de lotico (aguas fluviales) a lentico (aguas superficiales de muy bajo flujo como los lagos), afectando los procesos de escorrentía, de transporte de sedimentos y cambiando la geomorfología de los ríos antes y después de las estructuras.

Los impactos ambientales traen consecuencias en dos divisiones, aguas arriba y aguas abajo, esto quiere decir que existen diferentes problemas que se forman debido a la construcción de la represa.
- Aguas arriba: Los problemas que se generan aquí son debido al embalsamiento lo que interrumpe el régimen hidrológico, causando acumulación de sedimentos anóxicos, eutroficación en el embalsamiento, generación de gases de efecto invernadero por la descomposición de materia orgánica, brotes de sancudos, transformación de los ecosistemas loticos a lenticos.
- Aguas abajo: Las consecuencias que se generan aguas arriba tienen repercusión en esta parte del río, ya que toda la composición del agua transformada y modificada por las actividades humanas perjudica todo que este relacionado con el cuerpo de agua, a tal grado de que estas aguas llegan a los ecosistemas marino-costeros donde perjudican de manera irreversibles. Los ejemplos son:
- Cambios en los patrones de sedimentación.
- Obstaculización de especies migratorias descendentes y ascendentes.
- Aumento en la mortalidad de especies de importancia.
- Aumento de nitrógeno disuelto.
- Cambios en la temperatura y calidad del agua.
- Disminución del nivel del agua.

La importancia de las áreas costeras

#### Basura
Los desechos sólidos abandonados constituyen una molestia pública. Es un reto ya que afectan directamente la salud humana, los medios de subsistencia, el medio ambiente en general y la prosperidad. La incorrecta gestión de estos genera obstrucción los desagües y drenajes abiertos; invade los caminos, resta estética al panorama, y emiten olores desagradables y polvos irritantes. Por esta razón, es un problema que concierne a todos los habitantes del planeta. 
Generalmente, un proyecto para desechos sólidos incluirá el mejoramiento de su recolección, disminuyendo de esta manera la cantidad de desechos abandonados. Sin embargo, si un proyecto no es diseñado apropiadamente para adecuarse a las necesidades y patrones de comportamiento de los residentes locales, puede resultar en mayores impactos relacionados con los desperdicios abandonados.
La salud pública puede ser afectada cuando los desechos sólidos no son correctamente contenidos y recolectados en los ambientes vital y de trabajo. Es más, existe un contacto directo cuando carecen de una inadecuada protección los trabajadores de recolección y eliminación (p.ej. guantes, botas, uniformes e instalaciones de mudanza y limpieza). Como resultado, el diseño de un proyecto de desechos sólidos necesita considerar los costos económicos de la contención de la basura y protección de los trabajadores, relativas a los potenciales impactos en la salud pública, a fin de obtener un nivel apropiado de diseño.

#### Riego
Los sistemas de riego y drenaje manejan las fuentes de agua a fin de promover la producción agrícola. Los impactos dependen del tipo de riego, de la fuente del agua (superficial o subterránea), de su forma de almacenamiento, de los sistemas de transporte y distribución, y de los métodos de entrega o aplicación en el campo.
Desde hace mucho tiempo, se ha utilizado el agua superficial (principalmente los ríos) para riego, y, en algunos países, desde hace miles de años; todavía constituye una de las principales inversiones del sector público. Los proyectos de riego en gran escala, que utilizan el agua subterránea, son un fenómeno reciente, a partir de los últimos treinta años. Se encuentran principalmente en las grandes cuencas aluviales de Pakistán, India y China, donde se utilizan pozos entubados para aprovechar el agua freática, conjuntamente, con los sistemas de riego que emplean el agua superficial.
Los potenciales impactos ambientales negativos de la mayoría de los grandes proyectos de riego incluyen la saturación y salinización de los suelos; la mayor incidencia de las enfermedades transmitidas o relacionadas con el agua; el reasentamiento o cambios en los estilos de vida de las poblaciones locales; el aumento en la cantidad de plagas y enfermedades agrícolas, debido a la eliminación de la mortandad que ocurre durante la temporada seca; y la creación de un microclima más húmedo. La expansión e intensificación de la agricultura que facilita el riego puede causar mayor erosión; contaminar el agua superficial y subterránea con los plaguicidas agrícolas; reducir la calidad del agua; y, aumentar los niveles de nutrientes en el agua de riego y drenaje, produciendo el florecimiento de las algas, la proliferación de las malezas acuáticas y la eutrofización de los canales de riego y vías acuáticas, aguas abajo. Así, se requieren mayores cantidades de productos químicos agrícolas para controlar el creciente número de plagas y enfermedades de los cultivos.
Los grandes proyectos de riego, que represan y desvían las aguas de los ríos, tienen el potencial de causar importantes trastornos ambientales como resultado de los cambios en la hidrología y limnología de las cuencas de los ríos.

Al reducir el caudal del río, se cambia el uso de la tierra y la ecología de la zona aluvial; se trastorna la pesca en el río y en el estero; y se permite la invasión del agua salada al río y al agua subterránea de las tierras aledañas. El desvío y pérdida de agua debido al riego reduce el caudal que llega a los usuarios, aguas abajo, incluyendo las municipalidades, las industrias y los agricultores. La reducción del flujo básico del río disminuye también la dilución de las aguas servidas municipales e industriales que se introducen, aguas abajo, causando contaminación y peligros para la salud. El deterioro en la calidad del agua, debido a un proyecto de riego, puede volverla inservible para los otros usuarios, perjudicar las especies acuáticas, y, debido a su alto contenido de nutrientes, provocar el crecimiento de malezas acuáticas que obstruirán las vías fluviales, con consecuencias ambientales para la salud y la navegación.
Los potenciales impactos ambientales negativos directos del uso del agua freática para riego surgen del uso excesivo de estas fuentes (retirando cantidades mayores que la tasa de recuperación). Esto baja el nivel del agua freática, causa hundimiento de la tierra, disminuye la calidad del agua y permite la intrusión del agua salada (en las áreas costeras).
Hay algunos factores ambientales externos que influyen en los proyectos de riego. El uso de la tierra, aguas arriba, afectará a la calidad del agua que ingresa en el área de riego, especialmente su contenido de sedimentos (erosión causada por la agricultura) y composición química, (contaminantes agrícolas e industriales). Al utilizar el agua que deposita el sedimento en los terrenos, durante el tiempo, o, simplemente, al utilizar el agua que trae un alto contenido de sedimentos, se puede alzar el nivel de la tierra a tal punto que se impida el riego.

#### Redes de abastecimiento de agua potable
Los proyectos de agua potable incluyen los siguientes elementos: la construcción, expansión o rehabilitación de represas y reservorios, pozos y estructuras receptoras, tuberías principales de transmisión y estaciones de bombeo, obras de tratamiento y sistemas de distribución; las provisiones para la operación y mantenimiento de cualquiera de las instalaciones arriba mencionadas; el establecimiento o fortalecimiento de las funciones de colocación de medidores, facturación y colección de pagos; y el fortalecimiento administrativo global de la empresa de agua potable.
Si bien un sistema de abastecimiento de agua potable tiene sin lugar a dudas un impacto sumamente positivo en la salud y el bienestar de muchas personas, la construcción de sus diversos componentes acarrea, potencialmente, algunos problemas que son los mismos que se describen en los siguientes artículos:
- Manejo de recursos terrestres e hidráulicos
- Represas y reservorios
- Tuberías de petróleo y gas

#### Tratamiento de aguas residuales
Los contaminantes de las aguas servidas municipales, o aguas servidas domésticas, son los sólidos suspendidos y disueltos que consisten en: materias orgánicas e inorgánicas, nutrientes, aceites y grasas, sustancias tóxicas, y microorganismos patógenos. Los desechos humanos sin un tratamiento apropiado, eliminados en su punto de origen o recolectados y transportados, presentan un peligro de infección parasitaria (mediante el contacto directo con la materia fecal), hepatitis y varias enfermedades gastrointestinales, incluyendo el cólera y tifoidea (mediante la contaminación de la fuente de agua y la comida). Cabe mencionar que el agua de lluvia urbana puede contener los mismos contaminantes, a veces en concentraciones sorprendentemente altas.
Cuando las aguas servidas son recolectadas pero no tratadas correctamente antes de su eliminación o reutilización, existen los mismos peligros para la salud pública en las proximidades del punto de descarga. Si dicha descarga es en aguas receptoras, se presentarán peligrosos efectos adicionales (p.ej. el hábitat para la vida acuática y marina es afectada por la acumulación de los sólidos; el oxígeno es disminuido por la descomposición de la materia orgánica; y los organismos acuáticos y marinos pueden ser perjudicados aún más por las sustancias tóxicas, que pueden extenderse hasta los organismos superiores por la bio-acumulación en las cadenas alimenticias). Si la descarga entra en aguas confinadas, como un lago o una bahía, su contenido de nutrientes puede ocasionar la eutrofización, con molesta vegetación que puede afectar a las pesquerías y áreas recreativas. Los desechos sólidos generados en el tratamiento de las aguas servidas (grava, y fangos primarios y secundarios) pueden contaminar el suelo y las aguas si no son manejados correctamente.
Los proyectos de aguas servidas son ejecutados a fin de evitar o aliviar los efectos de los contaminantes descritos anteriormente en cuanto al ambiente humano y natural. Cuando son ejecutados correctamente, su impacto total sobre el ambiente es positivo.
Los impactos directos incluyen la disminución de molestias y peligros para la salud pública en el área de servicio, mejoramientos en la calidad de las aguas receptoras, y aumentos en los usos beneficiosos de las aguas receptoras. Adicionalmente, la instalación de un sistema de recolección y tratamiento de las aguas servidas posibilita un control más efectivo de las aguas servidas industriales mediante su tratamiento previo y conexión con el alcantarillado público, y ofrece el potencial para la reutilización beneficiosa del efluente tratado y de los fangos.
Los impactos indirectos del tratamiento de las aguas residuales incluyen la provisión de sitios de servicio para el desarrollo, mayor productividad y rentas de las pesquerías, mayores actividades y rentas turísticas y recreativas, mayor productividad agrícola y forestal o menores requerimientos para los fertilizantes químicos, en caso de ser reutilizado el efluente y los fangos, y menores demandas sobre otras fuentes de agua como resultado de la reutilización del efluente.
De éstos, varios potenciales impactos positivos se prestan para la medición, por lo que pueden ser incorporados cuantitativamente en el análisis de los costos y beneficios de varias alternativas al planificar proyectos para las aguas servidas. Los beneficios para la salud humana pueden ser medidos, por ejemplo, mediante el cálculo de los costos evitados, en forma de los gastos médicos y días de trabajo perdidos que resultan de un saneamiento defectuoso. Los menores costos del tratamiento de agua potable e industrial y mayores rentas de la pesca, el turismo y la recreación, pueden servir como mediciones parciales de los beneficios obtenidos del mejoramiento de la calidad de las aguas receptoras. En una región donde es grande la demanda de viviendas, los beneficios provenientes de proporcionar lotes con servicios pueden ser reflejados en parte por la diferencia en costos entre la instalación de la infraestructura por adelantado o la adecuación posterior de comunidades no planificadas.

### Agricultura
El impacto ambiental de la agricultura es el efecto que las diferentes prácticas agrícolas tienen sobre el medio ambiente. El impacto ambiental de la agricultura varía de acuerdo a los métodos, técnicas y tecnologías utilizadas, y la escala de la producción agrícola. La agricultura en general impacta sobre el suelo, el agua, el aire, la biodiversidad, las personas, las plantas y su diversidad genética, la calidad de la comida y los hábitats.
La agricultura contribuye al incremento de gases de efecto invernadero por la liberación de CO2 relacionado con la deforestación, la liberación de metano del cultivo de arroz, la fermentación entérica en el ganado y la liberación de óxido nitroso de la aplicación de fertilizantes. Todos estos procesos juntos componen el 54% de emisiones de metano, aproximadamente el 80% de emisiones de óxido nitroso, y casi todas las emisiones de dióxido de carbono relacionados con el uso de tierras. La agricultura industrial es la principal contribuyente de metano y óxido nitroso a la atmósfera terrestre. Además, la agricultura industrial impacta en el ambiente debido al uso intensivo de agroquímicos o plaguicidas, la contaminación del agua y la aparición de zonas muertas, la degradación del suelo, la producción de desechos y la contaminación genética.
El sector agropecuario es uno de los principales emisores de gases de efecto invernadero, que junto con los efectos del cambio de uso de las tierras y la quema de combustibles fósiles, están entre las principales causas del calentamiento global. Además de ser un importante usuario de tierras y consumidor de combustibles fósiles, la agricultura y la ganadería contribuyen directamente a las emisiones de gases de efecto invernadero por medio de las técnicas empleadas para el cultivo de granos y monocultivos, y la cría de ganado. El sistema agroalimentario global actual es responsable de cerca de la mitad (entre 44 % y 57 %) de todas las emisiones de gases con efecto de invernadero producidas por actividades humanas. Esta cifra se compone de la contribución de las emisiones agrícolas —las emisiones producidas en los campos de cultivo— de entre el 11 y el 15 %; un 15-18 % producidas por el cambio en el uso del suelo y la deforestación ocasionada por la agricultura; entre un 15 y 20 % de emisiones proveniente del procesamiento y el empacado de los productos agrícolas y entre un 3.5 y 4.5 % proveniente de los desechos.

#### Plaguicidas
El impacto ambiental de los plaguicidas consiste en los efectos de los pesticidas en las especies no objetivo y en la contaminación de ecosistemas. Los pesticidas son preparaciones químicas que se usan para matar las plagas de hongos o animales. Más del 98% de los insecticidas rociados y el 95% de los herbicidas llegan a un destino que no es su especie objetivo, porque se rocían o se extienden por campos agrícolas enteros. La escorrentía puede transportar pesticidas a los ambientes acuáticos, mientras que el viento puede llevarlos a otros campos, áreas de pastoreo, asentamientos humanos y áreas no desarrolladas, lo que podría afectar a otras especies. Otros problemas surgen de las malas prácticas de producción, transporte y almacenamiento. Con el tiempo, la aplicación repetida aumenta la resistencia a las plagas, mientras que sus efectos sobre otras especies pueden facilitar el resurgimiento de la plaga.
Los datos sobre el uso de pesticidas permanecen dispersos o no disponibles públicamente. La práctica común de registro de incidentes es inadecuada para comprender la totalidad de los efectos.

#### Manejo forestal
El manejo adecuado de los bosques naturales puede y debe apoyar la producción sustentable de una gran variedad de productos de la madera y otros (véase Procesamiento de pulpa, papel y madera), preservar la capacidad del bosque para prestar servicios ambientales, conservar la biodiversidad y proveer los medios de subsistencia para mucha gente (incluyendo los moradores indígenas de los bosques, o las tribus que representan patrimonios culturales en peligro de extinción).

#### Ganadería
La ganadería es una de las actividades humanas con mayor impacto ambiental, dado que representa la primera causa de desforestación y contribuye de forma decisiva a la pérdida de biodiversidad, el cambio climático, la contaminación y eutrofización de las masas de agua y a la degradación del suelo. En determinados contextos locales podría tener no obstante un impacto positivo limitado.
Mundialmente, la ganadería ocupa el 70% de todas las tierras usadas en agricultura, que representan el 30% de la tierra libre de hielo de la Tierra. El 18% de gases de invernadero antropogénicos se podrían deber a las emisiones de la ganadería y actividades relacionadas, tales como la deforestación para establecer zonas de pasto, la erosión del suelo o el sobrepastoreo y el incremento de prácticas intensivas de consumo de combustibles. Las atribuciones específicas del sector ganadero incluye: 9% de las emisiones globales de CO2, 35-40% de las emisiones globales de metano (principalmente debido a fermentaciones entéricas y al estiércol) y 64% de las emisiones globales de óxido nitroso, principalmente debido al uso de fertilizante. Los caminos de acceso también facilitan la destrucción del hábitat y su conversión para formar potreros. Este problema es especialmente grave en las fincas de ganado que se implementan en el bosque húmedo tropical de América Latina, como la cuenca del Amazonas, y no es sostenible a corto plazo.
Otro problema es la desertización. Las fincas de ganado que se establecen en terrenos de pasto naturales, normalmente requieren un control constante de su capacidad para prevenir el pastoreo excesivo durante los años secos. El ganado doméstico inevitablemente debe tomar agua todos los días; por eso es difícil evitar el pastoreo excesivo alrededor de las fuentes de agua. Entonces, el potencial de la utilización del ganado salvaje debe ser estudiado durante la preparación del proyecto, porque no requiere agua todos los días, no sufre picadura de la mosca tsetsé, ni de los insectos, como sucede con el ganado bovino; en consecuencia, no existe ninguna necesidad de insecticida; comen una variedad más amplia de vegetación y también mordisquean, por eso pueden dar más productos, a mediano y largo plazo, que el ganado bovino.

#### Reforestación
Las reforestaciones y sus componentes que contemplan la siembra de árboles para producción o para proteger el medio ambiente tienen impactos ambientales positivos y también negativos.
Las plantaciones y la reforestación de las tierras deterioradas y los proyectos sociales de siembra de árboles producen resultados positivos por los bienes que se producen y por los servicios ambientales que prestan. Los productos forestales de la reforestación incluyen: madera, pulpa de celulosa, postes, fruta, fibras y combustibles, las arboledas comunitarias y los árboles que siembran agricultores alrededor de sus viviendas o terrenos. Las actividades orientadas hacia la protección incluyen los árboles sembrados a fin de estabilizar las pendientes y fijar las dunas de arena, las fajas protectoras, los sistemas de agroforestación, las cercas vivas y los árboles de sombra.

### Industrias

#### Cemento
La fabricación de cemento provoca impactos medioambientales en todas las fases del proceso. Entre ellos se incluyen las emisiones de contaminación atmosférica en forma de polvo, gases, ruido y vibraciones durante el funcionamiento de la maquinaria y las voladuras en las canteras, así como los daños causados al paisaje por la explotación de las canteras. 

#### Centrales termoeléctricas
La emisión de residuos a la atmósfera y los propios procesos de combustión que se producen en las centrales térmicas tienen una incidencia importante sobre el medio ambiente. Para tratar de paliar, en la medida de lo posible, los daños que estas plantas provocan en el entorno natural, se incorporan a las instalaciones diversos elementos y sistemas.
Algunos tipos de centrales termoeléctricas contribuyen al efecto invernadero emitiendo dióxido de carbono. No es el caso de las centrales de energía solar térmica que al no quemar ningún combustible, no lo hacen. También hay que considerar que la masa de este gas emitida por unidad de energía producida no es la misma en todos los casos: el carbón se compone de carbono e impurezas. Casi todo el carbono que se quema se convierte en dióxido de carbono; también puede convertirse en monóxido de carbono si la combustión es pobre en oxígeno. En el caso del gas natural, por cada átomo de carbono hay cuatro de hidrógeno que también producen energía al combinarse con oxígeno para convertirse en agua, por lo que contaminan menos por cada unidad de energía que producen y la emisión de gases perjudiciales procedentes de la combustión de impurezas —como los óxidos de azufre— es mucho menor.
Los impactos negativos pueden ocurrir durante la construcción, así como durante la operación de las plantas termoeléctricas. Las plantas termoeléctricas son consideradas fuentes importantes de emisiones atmosféricas y pueden afectar la calidad del aire en el área local o regional. La combustión que ocurre en los proyectos termoeléctricos emite dióxido de sulfuro (SO2), óxidos de nitrógeno (NOx), monóxido de carbono (CO), dióxido de carbono (CO2) y partículas (que pueden contener metales). Las cantidades de cada uno dependerán del tipo y tamaño de la instalación, del tipo y calidad del combustible, y de la manera en que se queme. La dispersión y las concentraciones de estas emisiones, a nivel de la tierra, son el resultado de una interacción compleja de las características físicas de la chimenea de la planta, las cualidades físicas y químicas de las emisiones, las condiciones meteorológicas en el sitio, o cerca del mismo durante el tiempo que se requiere para que las emisiones se trasladen desde la chimenea hasta el receptor a nivel de la tierra, las condiciones topográficas del sitio de la planta y las áreas circundantes, y la naturaleza de los receptores.
El agua de enfriamiento limpia constituye el efluente más importante que proviene de las plantas termoeléctricas. Puede ser reciclada o descargada a la extensión de agua superficial, sin causar efectos mayores en cuanto a su calidad química. Sin embargo, debe ser considerado el efecto del calor residual sobre la temperatura del agua ambiental.
El problema de la contaminación es máximo en el caso de las centrales termoeléctricas convencionales que utilizan como combustible carbón. Además, la combustión del carbón tiene como consecuencia la emisión de partículas y óxidos de azufre que contaminan en gran medida la atmósfera. En las de fueloil los niveles de emisión de estos contaminantes son menores, aunque ha de tenerse en cuenta la emisión de óxidos de azufre y hollines ácidos, prácticamente nulos en las plantas de gas.
En todo caso, en mayor o menor medida todas ellas emiten a la atmósfera dióxido de carbono, CO2. Según el combustible, y suponiendo un rendimiento del 40 % sobre la energía primaria consumida, una central térmica emite aproximadamente:
| Combustible                   | Combustible                   | Emisión de CO2 (kg/kWh) |
| ----------------------------- | ----------------------------- | ----------------------- |
| Gas natural                   | Gas natural                   | 0,68                    |
| Gas natural (ciclo combinado) | Gas natural (ciclo combinado) | 0,54                    |
| Fuelóleo                      | Fuelóleo                      | 0,70                    |
| Biomasa (leña, madera)        | Biomasa (leña, madera)        | 0,82                    |
| Carbón                        | Carbón                        | 1,00                    |

#### Turismo
El impacto ambiental del turismo se da cuando este infringe las normas establecidas en los planes de manejo y supera la capacidad de carga turística de las áreas naturales protegidas. La «capacidad de carga física» es el límite máximo de visitas que pueden hacerse a un sitio con espacio físico definido en un tiempo determinado.

#### Minería
Los impactos ambientales de la minería pueden ocurrir a escala local, regional y global, de manera directa e indirecta, a través de las prácticas mineras. Los emprendimientos de extracción y procesamiento de minerales comprenden a una serie de acciones que producen significativos impactos ambientales, que perduran en el tiempo, más allá de la duración de las operaciones de extracción de minerales. 
Todos los métodos de extracción minera (exploración, explotación y cierre) producen algún grado de alteración a la superficie y los estratos subyacentes, así como a los acuíferos, además de la generación de desechos como relaves y escombreras. De tal manera, los efectos de la minería sobre el medio ambiente impactan el suelo, el agua y el aire, pudiendo resultar en alteraciones tales como drenaje ácido, contaminación hídrica, remoción de glaciares, contaminación atmosférica, remoción y socavamiento del suelo, pérdida de biodiversidad, contaminación del suelo y degradación ambiental. Asimismo, la actividad minera genera impactos sociales y económicos en las comunidades locales, incluyendo conflictos con los otros usos de la tierra, pérdida de patrimonio cultural de grupos originarios y mayores brechas entre ricos y pobres en países con economías dependientes de la minería.

## Evaluación de impacto ambiental (EIA)
Evaluación de Impacto Ambiental (EIA) es el proceso formal empleado para predecir las consecuencias ambientales de una propuesta o decisión legislativa, la implantación de políticas y programas, o la puesta en marcha de proyectos de desarrollo. Es un conjunto estructurado de procedimientos, regidos normalmente por una ley (será diferente de acuerdo a cada legislación), documentos para poder constatar su cumplimiento. La Evaluación de Impacto Ambiental se introdujo por primera vez en Estados Unidos en 1969 como requisito de la National Environmental Policy Act (ley nacional de políticas sobre el medio ambiente, comúnmente conocida como NEPA). Desde entonces, un creciente número de países (incluida la Unión Europea) han adoptado la EIA, aprobando leyes y creando organismos para garantizar su implantación.
Una Evaluación de Impacto Ambiental suele comprender una serie de pasos:
1. Un examen previo, para decidir si un proyecto requiere un estudio de impacto y hasta qué nivel de detalle.
2. Un estudio preliminar, que sirve para identificar los impactos claves y su magnitud, significado e importancia.
3. Una determinación de su alcance, para garantizar que la EIA se centre en cuestiones clave y determinar dónde es necesaria una información más detallada.
4. El estudio en sí, consistente en meticulosas investigaciones para predecir o evaluar el impacto, y la propuesta de medidas preventivas, protectoras y correctoras necesarias para eliminar o disminuir los efectos de la actividad en cuestión.